# Личко-сенска жупания
Личко-сенската жупания e разположена в Централно Хърватско. Заема площ от 5350 км². Главен град на жупанията е Госпич. Други по-големи градове са: Новаля, Оточац и Сен. Личко-сенска жупания е съставена от 8 общини.

## Население
Според преброяването през 2011 година Личко-сенска жупания има 50 927 души население. Според националната си принадлежност населението на жупанията има следния състав:
- хървати – 84,2 %
- сърби – 13,7 %
- албанци – 0,3 %
- бошняци – 0,3 %